# Гилберт, Дантей
Дантей Гилберт (англ. Dantaye Gilbert; 3 декабря 2004, Тринидад и Тобаго) — тринидадский футболист, полузащитник, игрок сборной Тринидада и Тобаго.

## Карьера

### Клубная
Начал играть в футбол в колледже Сан-Фернандо, из которого он попал в клуб «Сан-Хуан Джаблоти». В скором времени на юного футболиста обратили внимание в Европе. В сентябре 2023 года Гилберт подписал контракт с нидерландским ПСВ. Тринидадец отправился выступать за его молодёжную команду, играющую в первом дивизионе. 6 октября забил за неё первый гол в ворота «МВВ Маастрихт».

### В сборной
Дантей Гилберт входит в молодёжную сборную Тринидада и Тобаго. За национальную команду полузащитник дебютировал 8 июля 2023 года в матче отборочного этапа ЧМ-2026 против Багамских Островов (7:1): на 76-й минуте он заменил Стеффена Йейтса и за сыгранное время отметился голевой передачей.